# ジュリアン・キャロル
ジュリアン・モートン・キャロル（英語：Julian Morton Carroll、1931年4月16日 - 2023年12月10日）は、アメリカ合衆国の政治家、弁護士。民主党員として、アンダーソン郡・フランクリン郡・ウッドフォード郡及びファイエット郡の一部を代表するケンタッキー州上院議員である。第54代ケンタッキー州知事、第46代ケンタッキー州副知事を歴任した。副知事の時、この当時のウェンデル・H・フォード州知事が連邦上院議員に就任するために州知事を辞職したことに伴い、キャロルが昇格した。州内最西部のジャクソン買収地から初の州知事となり、副知事のセルマ・ストーバルは初の女性副知事となった。

## 概要
ケンタッキー大学を卒業した後、3年間をアメリカ空軍弁護士として過ごし、その後マクラッケン郡に戻って、テネシー川流域開発公社が低料金電力を郡に供給することを認める運動を指導して評価を得た。1962年に初めてケンタッキー州下院議員に選ばれ、その後5期を務める中で、1968年から1970年には下院議長となった。1970年にバート・コームズ元州知事と共に非公式の候補として副知事選挙に出馬した。コームズは民主党予備選挙でウェンデル・H・フォードに敗れたが、キャロルは予備選挙で公認候補に選ばれ、本選挙でも当選した。1974年にフォードが連邦上院議員に選ばれたことで州知事に昇格し、1975年の州知事選挙にも勝利して、4年任期の州知事となった。
州知事として公共教育への予算を増加させ、1973年のエネルギー危機への対処法として石炭利用を促進した。州司法府の大きな再編成を監督した。知事の職にあった間に多くの自然災害や人災が発生した。1978年の大吹雪、ビバリーヒルズ・サパークラブの火事などであり、州内での安全確保と厳密な法の執行に進ませた。キャロルが知事を辞めたとき、キャロルと前任知事のフォードが保険の見返り疑惑で捜査の雲の下にあったが、最終的に如何なる容疑も告発されることはなかった。2004年にはケンタッキー州上院議員に選出された。2008年、2012年、2016年にも再選され、2020年の選挙には立候補せず議員を引退。2023年12月10日に92歳で死去。

## 初期の経歴
1931年4月16日にケンタッキー州マクラッケン郡ウェストパデューカで誕生した。父はエルビー・B・"バスター"・キャロル、母はエバ（旧姓ヒーディ）であり、その11人の子供の3番目だった。父は小作農だったが、1937年オハイオ川洪水が起きた直後に一家でケンタッキー州ヒースに移転し、そこでトラクター部品を売り、1940年には自動車修理工場を始めた。10代の初め頃に年を取った祖父母と共に住んで祖父の介護の助けをした。
1949年に高校の上級生になる者が1週間の夏のキャンプに参加する公的行事であるケンタッキー・ボーイズ・ステイトにヒース高校を代表する者に選ばれた。このキャンプの参加者は、実際にある州政府に基づいて、1/100スケールのミニチュアのケンタッキー州政府を作った。キャロルはキャンプの会長に選出された。翌年、ヒース高校の卒業生総代及び学生会長として卒業した。
1950年末近くにキャロルはシャーラン・ハーティングとのデートを始めた。1951年半ば、それぞれの進学で道が分かれた。ハーティングは家の財政状態が良く、ケンタッキー大学に進み、キャロルは近くにあるパデューカ・ジュニア・カレッジに入学した。その最初の1年が経った後、キャロルとハーティングは結婚することに決めた。結婚式は1951年７月22日に行われ、この夫妻にはケネス、パトリス、ブラドリー、エリンの4人の子供が生まれた。エリンが生まれたのは1975年6月27日であり、州知事として知事公舎に住んでいるときであり、ケンタッキー州知事が在任中に生まれた初の子供となった。
キャロルは1952年にパデューカ・ジュニア・カレッジで准学士号を取得した。その年夏、家族でレキシントンに移転し、キャロルはケンタッキー大学に入学した。ファイエット郡農業安定化保存局で働きながら学資を稼いだ。1954年、政治学で学士号を取得し、1956年には法学士号を取得した。
キャロルは学生である間にアメリカ空軍予備役士官訓練本部を通じて軍務訓練を受けた。卒業のときまでに、大学生としては最高の階級である士官候補生隊長に昇進していた。卒業後は空軍に入隊し、テキサス州フォートワースのカーズウェル空軍基地に駐屯した。キャロルは空軍弁護士を3年間務めた後に、パデューカに戻ってリード・セント・リード・アンド・ウォルトン法律会社に入った。青年会議所の会員になり、1962年にはオプティミスト・クラブのパデューカ支部長を務めるなど、公的な分野で活動した。カンバーランド長老派教会で度々平信徒の講演者となり、1966年から1967年にはケンタッキー教会会議の議長を務めた。
1960年1月、地元事業家の集団がキャロルに接触し、テネシー川流域開発公社(TVA)が電力をマクラッケン郡に供給することを認めさせる運動について相談した。TVAはかなりの低料金で電力を提供できたが、地域の電力供給者であるケンタッキー・ユーティリティとの契約を止めるには先ず住民投票に掛ける必要があった。キャロルはこの運動を先導することに合意し、その9か月後の住民投票では3対1という圧倒的多数で、電力供給者の変更が承認された。

## 政歴
TVAに関する運動はマクラッケン郡住民の目にキャロルの存在を認めさせることとなり、1962年、初めて郡を代表してケンタッキー州下院議員に選ばれ、その後５期を務めた。1968年から1970年には下院議長となった。100人の議員がいる下院では、ロビー運動を行う者が自由に議場を動き回り、議員がその机に昼食を持ち込み、あるいは友人や家族を審議中の議場に連れて来るのが当たり前の世界だった。キャロルは議院の手順に高度の礼儀正しさを与えることを決断し、1968年の会期では、1つの強力な小槌の一打ちで議事を始めさせた。小槌が粉砕され議員をびっくりさせた。それに続いてキャロルは審議中への議場へ部外者が入ることを禁じ、議場内での飲食も禁じた。この会期中にキャロルはさらに3つの小槌を壊した。その後オークのムク材とフォーマイカで作られた頑丈な小槌を与えられた。こうして議場の手続きに一定の秩序をもたらすことができた。この会期末に
反対党の議員が「下院の礼儀は100%正された。…私は現下院議長が不愉快な習慣を排除させたことで賞賛しなければならない。現在は全議員が発言する権利がある。…妨害やヤジあるいは罵られることも無しに」と議場で宣言した。この議員の賛辞の後には、キャロルに向けたスタンディング・オベーションが続いた。
キャロルは1968年にアメリカ合衆国上院議員選挙への出馬を検討したが、予備選挙に出るだけでも10万ドル以上が掛かることが分かり、2週間で撤退した。1971年、元州知事のバート・コームズが2期目を求めて出馬し、キャロルをその非公式副知事候補に選んだ。当時のケンタッキー州では知事と副知事を別々の選挙で選んでいた。州東部生まれのコームズはキャロルを選ぶ時に、州最西部のジャクソン買収地出身であるという地理的なバランスに配慮していた。コームズは資金面では準備できると言ったので、キャロルが出馬に合意した。
副知事候補としては他に7人が出馬していたが、最も有力だったのは現職検事総長のジョン・B・ブレッキンリッジだった。知事予備選挙でコームズはフォードに敗れたが、キャロルは勝利した。これにはコームズと組んでいたことで州東部からの票を得たことが大きかった。キャロルは共和党の対抗馬ジム・ホストを本選挙でも破った。副知事としてのキャロルは議院研究委員会の議長となり、また全国副知事会議でも議長を務めた。

### ケンタッキー州知事

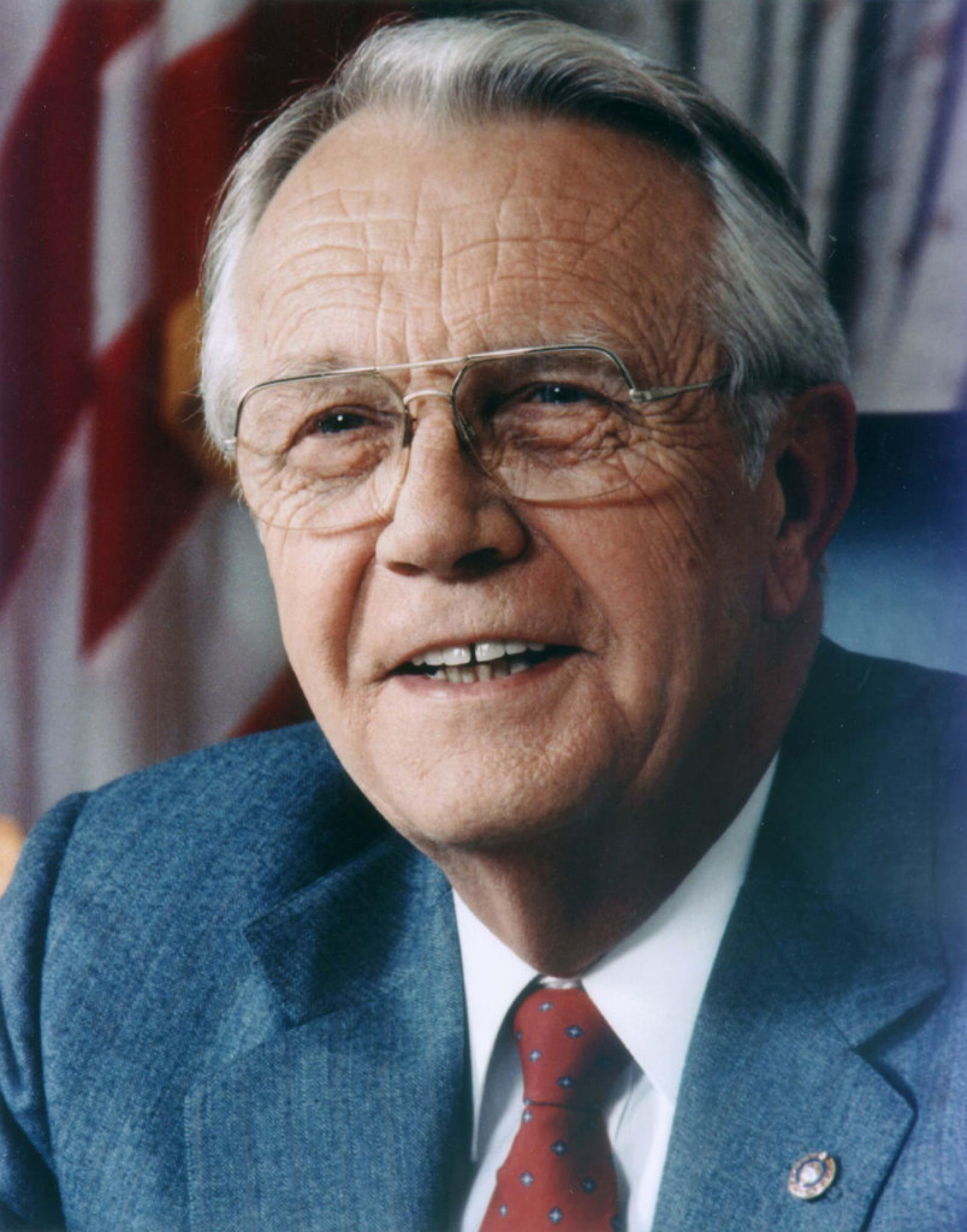
ウェンデル・H・フォード、1974年にアメリカ合衆国上院議員に選ばれたことで、キャロルが州知事に昇格した

1974年、フォード知事の同盟者達がキャロルにアメリカ合衆国上院議員選挙に出馬するよう促したが、キャロルは既に州知事を目指すことに決めていた。その代わりにフォードが上院議員を目指して当選し、キャロルが州知事を引き継ぐことになった。1975年、新たな1期の州知事を決める選挙でも民主党の公認を確保した。その予備選挙ではトッド・ホーレンバック、メアリー・ルイーズ・ファウスト、ロバート・マクリアリー・ジョンソンを含め４者の争いから抜け出した。
本選挙では、州中部の石炭会社オーナーで共和党のロバート・E・ゲイブルと対戦した。この選挙戦の主要問題はルイビル市で人種統合バスを強制することだった。両候補者ともにこのバスには反対したが、ゲイブルは特に熱心に反対し、現職知事であるキャロルが「それについて何もしようと」しないことを批判した。ゲイブルはキャロルとのテレビ討論会で、彼の言う「真実の鐘」を使うことを主張した。ゲイブルは、キャロルが真実を語っていないと思った時にその鐘を鳴らした。最後は討論会の司会がゲイブルにその鐘を外すよう命令し、有権者の目にはゲイブルに対する信頼が損なわれたように映じた。投票の結果、キャロルが470,159 票を獲得し、277,998 票に終わったゲイブルに、ケンタッキー州知事選挙では新記録となる差を付けて当選した。20年前から民主党が制することのできなかったジェファーソン郡を含め選挙区全てを制した。副知事候補だったセルマ・ストーバルはケンタッキー州では初めての女性副知事となった。
キャロルはケンタッキー州議会に対して、最初は下院議長、次に副知事として上院議長を務めていたのでかなりの経験を積んでおり、議事運営については実行力を発揮できた。ある者は「ゴキブリがその背中に知事のOKのスタンプを捺されていなければ、上院の議場を這い回ることも出来なかった」と冗談を言っていた。批判に対する反応は厳しいものであることが多く、その政敵はジュリアン皇帝と呼んで皮肉ることがあった。知事としての最後の年に、キャロルが公用で州を離れたときに副知事のストーバルが知事代行となり、特別会期を招集して、キャロルが反対していた減税案を成立させようとした。州議会は減税案を通したが、これはキャロル知事が全会期を厳しく締め付けていたことへの報復の意味もあった。
キャロルは1975年に住民投票で承認された州憲法改定案により州の司法体系を劇的に再編成した。それまで州の最終審だったケンタッキー州控訴裁判所をケンタッキー州最高裁判所と改名し、新しく控訴裁判所を設立して最高裁と巡回裁判所および地区裁判所との間に置いた。郡判事の位置づけは純粋に管理者となり、その地位は郡判事執行役と改名された。歴史家のローウェル・H・ハリソンは、この憲法修正でケンタッキー州の法体系を「国のモデル」にしたと言っていた。
公立学校の改善がキャロルの任期を代表する成果となった。フォード政権で課した石炭に対する環境税から上がる増収分や、経済の好況からあがる歳入増で得られた資金を使い、教師の給与を上げ、必須科目に対する授業料を無くした。州の最小基金プログラムを強化し、無料教科書を提供した。学校建設局が創設され、貧しい教育学区で新しい建物を建設する支援を行うことにした。その任期中に職業訓練校や特殊学校が拡張され、有能な生徒のためにプログラムが開発された。その結果、ケンタッキー州は全国的なベンチマークの大半で改善が進み、例えば教師の給与は全国第46位から同第38位に上がった。
キャロル政権で、高等教育はそれほど進まなかった。キャロルは高等教育委員会の提案予算を40%カットした。ゴールデン・トライアングルと呼ばれるレキシントン、ルイビル、コビントンには政治的にかなり強力な勢力があるので、ケンタッキー大学、ルイビル大学、北ケンタッキー大学が、州内地域大学に課されたものよりも厳しい予算カットを受けた。
国内でも石炭生産量の多い州の知事として、1973年エネルギー危機への対処法として石炭の利用を提唱した。連邦議会の幾つかの委員会に証人として呼ばれることもあり、ジミー・カーター大統領のエネルギー問題担当補佐官を務めた。州のレベルでは、エネルギー省を創設し、州内炭田地帯に「資源再生道路」を建設させた。キャロルのその他の業績としては、芸術を支援させるための助成金制度の創設、州立公園体系の拡大があった。レッド川渓谷を水で満たすことになるダム建設計画に反対した多くの者の一人だった。品質基準を満たせなかった車の購入者に対する救済措置を求めたレモン法の支持者だったが、1976年の州議会で否決された。
1978年には全国知事会議の議長を務めた。この会議の天然資源環境管理委員会を主宰し、その技術委員会委員を務めた。またアパラチア地域委員会の共同議長も務めた。ケンタッキー大学、モアヘッド州立大学、マレー州立大学、東ケンタッキー大学から、またテネシー州ハロゲイトのリンカーン記念大学から名誉学位を受けた。1975年にはケンタッキー大学同窓会の傑出した卒業生殿堂の指名を受けた。
キャロルの任期には自然災害と人災が発生した、東ケンタッキーと州都フランクフォートでは洪水の被害を受けた。1977年と1978年には以上寒波が州全体を覆い、1978年大吹雪が発生した。レッチャー郡の2つの鉱山爆発で26人が死亡し、ビバリーヒルズ・サパークラブの火災では165人が死亡した。これら災害の多くから安全法の厳格な強制に繋がることになった。キャロルは住宅・ビル・建設省を創設し、州立消防保安官事務所の機能を強化した。
フォード政権のときに起こりキャロル政権まで引きずったとされる保険見返り疑惑に関する捜査により、キャロルに対する信頼が大きく揺らいだ。1980年に大陪審に召還されたとき、キャロルはアメリカ合衆国憲法修正第5条の権利を行使した。結局如何なる告発に対しても無罪となったが、その部下である初代民主党州議長のハワード・P・"サニー"・ハントは有罪とされた。この捜査によりキャロルが1979年の次期知事に目していた通商委員テリー・マクブレイアーにも災いした。マクブレイアーはその年の民主党予備選挙で5人の候補の第3位で終わった。

### その後の政歴
キャロルは知事の任期を終えると、フランクフォートで法律実務を再開した。後任となった州知事ジョン・Y・ブラウン・ジュニアが1983年にキャロルをドラッグと戦う非営利団体の議長にした。1987年、再度知事の職を求めたが、民主党予備選挙では副知事のスティーブ・ベッシャー、前知事のブラウン、グラディ・スタンボ、および当選者であるウォレス・ウィルキンソンに敗れて5位に終わった。キャロルは再度フランクフォートでの法律実務に戻った。2001年ケンタッキー州のパーチェイス・パークウェイが、ジュリアン・M・キャロル・パーチェイス・パークウェイと改名された。2003年、キャロルは州議会に働きかけ、州立競馬場でカジノ・スタイルの賭博を合法化するよう運動した。

### 州上院議員
2004年、キャロルは第7選挙区で、当時州知事のアーニー・フレッチャーの兄ハロルド・フレッチャーを大差で破り、州上院議員に当選した。この選挙区にはアンダーソン郡、ファイエット郡、フランクリン郡、ウッドフォード郡の全部あるいは一部が入っている。2007年、フレッチャーの副知事スティーブ・ペンスが、共和党州知事予備選挙で現職のフレッチャーの再選ではなくアン・ノーサップを支持したことで、ペンスの辞任を要求し、新聞の見出しを飾った。ペンスは、フレッチャー政権の雇用法について捜査が入ったことを、フレッチャー不支持の理由に挙げて、辞任を拒否した。フレッチャーは共和党予備選挙で勝利したが、本選挙では民主党のスティーブ・ベッシャーに敗れた。
キャロルは2008年にも無投票で再選された。2011年の会期に先立ち、引退したエド・ホーリーに代わり、州上院民主党院内総務になろうとしたが、R・J・パーマーに敗れた。キャロルはその仲間が院内総務にキャロルを選ばなかった理由として、デイビッド・L・ウィリアムズとのこじれた関係を上げた。2012年11月6日、州上院議員選挙で共和党のフランク・ヘインズを破って再選を果たした。